# Lengefeld (Sangerhausen)
Lengefeld ist ein Stadtteil von Sangerhausen in Sachsen-Anhalt.

## Geographie
Lengefeld, ein typisches Haufendorf, liegt nördlich von Sangerhausen im Harzvorland. Zur Ortschaft Lengefeld gehört ebenfalls das westlich gelegene kleinere Meuserlengefeld.

## Geschichte
In einem zwischen 881 und 899 entstandenen Verzeichnis des Zehnten des Klosters Hersfeld wird Lengefeld als zehntpflichtiger Ort Langunfeld im Friesenfeld erstmals urkundlich erwähnt. Lengefeld war ein sehr langgezogener Ort und bestand aus den Stadtteilen Probst-Lengefeld, Mittellengefeld und Meuserlengefeld. Während der Regentschaft Ottos des I. war Lengefeld ein Wehrdorf der Kaiserpfalz Tilleda.
Bis 2005 war Lengefeld eine politisch eigenständige Gemeinde. Am 1. Oktober 2005 wurde Lengefeld zusammen mit Meuserlengefeld nach Sangerhausen eingemeindet.

## Politik

### Bürgermeister
Der ehrenamtliche Ortsbürgermeister Ralf Kandel wurde am 4. Juli 2024 gewählt.

### Sehenswürdigkeiten
- Aussichtsturm Moltkewarte
- Königslinde (Im Innern der Stammreste der 1000-jährigen Sommerlinde wurde Mitte der 1990er Jahre eine junge Linde nachgepflanzt.)

## Verkehrsanbindung
Durch den Ortskern führt die K 2306 als Verbindung zwischen Wettelrode und Großleinungen und geht außerdem durch die Orte Meuserlengefeld, Kleinleinungen, Drebsdorf, Wickerode nach Bennungen. In Roßla erreicht man die Auffahrt zur A38.
Südlich des Ortes ist die Bundesstraße 80, Sangerhausen nach Hettstedt. Die Autobahn A 38 die von Halle (Saale) nach Göttingen führt, liegt südlich von Lengefeld.